# WARRIOR〜唄い続ける侍ロマン
『WARRIOR～唄い続ける侍ロマン』（ウォリアー〜うたいつづけるさむらいロマン）は、2012年に行われた、演劇ユニットTEAM NACSの舞台作品。「TEAM NACS ニッポン公演」と題し行われた、TEAM NACSの第14回目の本公演。脚本は宇田学、原案・演出は森崎博之。

## 概要
2009年の『TEAM NACS 第13回公演「下荒井兄弟のスプリング、ハズ、カム。」』から3年振りの本公演である。2005年の『TEAM NACS全国公演「COMPOSER〜響き続ける旋律の調べ」』から「下荒井兄弟のスプリング、ハズ、カム。」までは2年間隔で本公演を行っていたが、今回からは3年間隔で本公演を行っている。また、これまでの本公演では全て脚本・演出をTEAM NACSのメンバーが担当していたが、本公演では初めて脚本家を外部が担当した。また、2007年の『TEAM NACS ふるさと公演「HONOR～守り続けた痛みと共に」』以来、5年ぶりに森崎博之が演出を務めた。
戦国時代を舞台に国の危機を乗り越えるために奮戦した侍の運命を描いた、時代劇。時代劇は2004年の『TEAM NACS第10回公演「LOOSER〜失い続けてしまうアルバム〜」』以来となる。今回の舞台では、殺陣に初挑戦した。
全59公演で70,000人を動員した。
その後、WOWOWで独占放送された。また、2012年12月21日にDVDが、2019年3月20日にBlu-rayが、それぞれアミューズソフトエンタテインメントよりリリースされた。

## あらすじ
永禄3年5月19日、今川義元は織田信長の治める尾張国の桶狭間に攻め入っていた。今川軍の明智光秀は織田軍の奇襲を警戒するも、義元は奇襲はありないと油断していた。だが、織田軍の豊臣秀吉は今川軍本陣の場所を見つけ、柴田勝家ら織田軍は今川軍を奇襲する。徳川家康は命がけで織田軍から義元を護っていた。

## 公演日程
- 札幌公演：2012年3月30日 - 4月4日 札幌市民ホール
- 函館公演：2012年4月6日 函館市民会館 大ホール
- 秋田公演：2012年4月8日 秋田県児童会館
- 盛岡公演：2012年4月11日 キャラホール
- 仙台公演：2012年4月13日 - 4月15日 仙台 電力ホール
- 新潟公演：2012年4月17日 新潟市民芸術文化会館（りゅーとぴあ）・劇場
- 静岡公演：2012年4月19日 静岡市民文化会館 中ホール
- 名古屋公演：2012年4月21日 - 4月23日 名鉄ホール
- 金沢公演：2012年4月26日 金沢市文化ホール
- 大阪公演：2012年4月28日 - 5月6日 森ノ宮ピロティホール
- 高松公演：2012年5月8日 サンポートホール高松 大ホール
- 高知公演：2012年5月10日 高知市文化プラザかるぽーと 大ホール
- 広島公演：2012年5月12日・5月13日 はつかいち文化ホール さくらぴあ
- 山口公演：2012年5月15日 山口市民会館 大ホール
- 鹿児島公演：2012年5月19日・5月20日 鹿児島市民文化ホール 第2ホール
- 熊本公演：2012年5月23日 崇城大学市民ホール（熊本市民会館）
- 福岡公演：2012年5月25日 - 5月27日 キャナルシティ劇場
- 東京公演：2012年5月30日 - 6月10日 赤坂ACTシアター

## 出演
- 柴田勝家：森崎博之（TEAM NACS）[2]
- 徳川家康：安田顕（TEAM NACS）[2]
- 織田信長：戸次重幸（TEAM NACS）[2]
- 明智光秀：大泉洋（TEAM NACS）[2]
- 豊臣秀吉：音尾琢真（TEAM NACS）[2]
- 飯田隆裕
- 井上和茂
- 梅田喬
- 大野朱美
- 栗原寛孝
- 黒岩司
- 後藤祐香
- 菅原健志
- 田中温子
- 新田健太
- 広瀬諒人
- 松尾英太郎
- 宮川康裕
- 山中雄輔
- 和田成正

## スタッフ
- 原案・演出：森崎博之
- 脚本：宇田学
- 美術：堀尾幸男、香坂奈奈[8]
- 照明：大竹數彦、八木優和[8]
- 音楽：NAOTO[8]
- 音響：山本浩一[8]
- 映像：執行聖二[8]
- 衣装：黒澤和子[8]
- ヘアメイク：宮内宏昭[8]
- 殺陣：清水大輔[8]
- 演出助手：長町多寿子[8]
- 舞台監督：津田光正、宇佐美雅人[8]
- 制作：谷川登、喜多康予、有澤結衣
- 宣伝：下井健一[8]
- 書・アート：塩川素子[8]
- 宣伝美術：吉澤正美[9]
- 宣伝写真：渞忠之[9]
- 宣伝ヘアメイク：西岡達也[10]
- エグゼクティブプロデューサー：鈴井亜由美、荒木宏幸[8]
- チーフプロデューサー：木村昌美[8]
- プロデューサー：依田剛大、村部吉宣[8]
- 主催：tysテレビ山口・公益財団法人山口市文化振興財団（山口公演）、KKB鹿児島放送（鹿児島公演）、TKUテレビ熊本 （熊本公演）
- 運営協力:GIP（秋田公演・盛岡公演・仙台公演）、キョードー北陸（新潟公演・金沢公演）、サンデーフォークプロモーション静岡（静岡公演）、サンデーフォークプロモーション（名古屋公演）、キョードーグループ（大阪公演）、デューク（高松公演・高知公演）、夢番地（広島公演・山口公演）、キョードー西日本（鹿児島公演・熊本公演・福岡公演）[8]
- 協賛：ローソン、日本航空、アパホテル[8]
- 企画・製作：株式会社クリエイティブオフィスキュー、株式会社アミューズ[8]